# Баклановка (Абдулинський міський округ)
Бакла́новка (рос. Баклановка) — село у складі Абдулинського міського округу Оренбурзької області, Росія.

## Населення
Населення — 23 особи (2010; 233 у 2002).
Національний склад (станом на 2002 рік):
- росіяни — 90 %